# Chrustownik

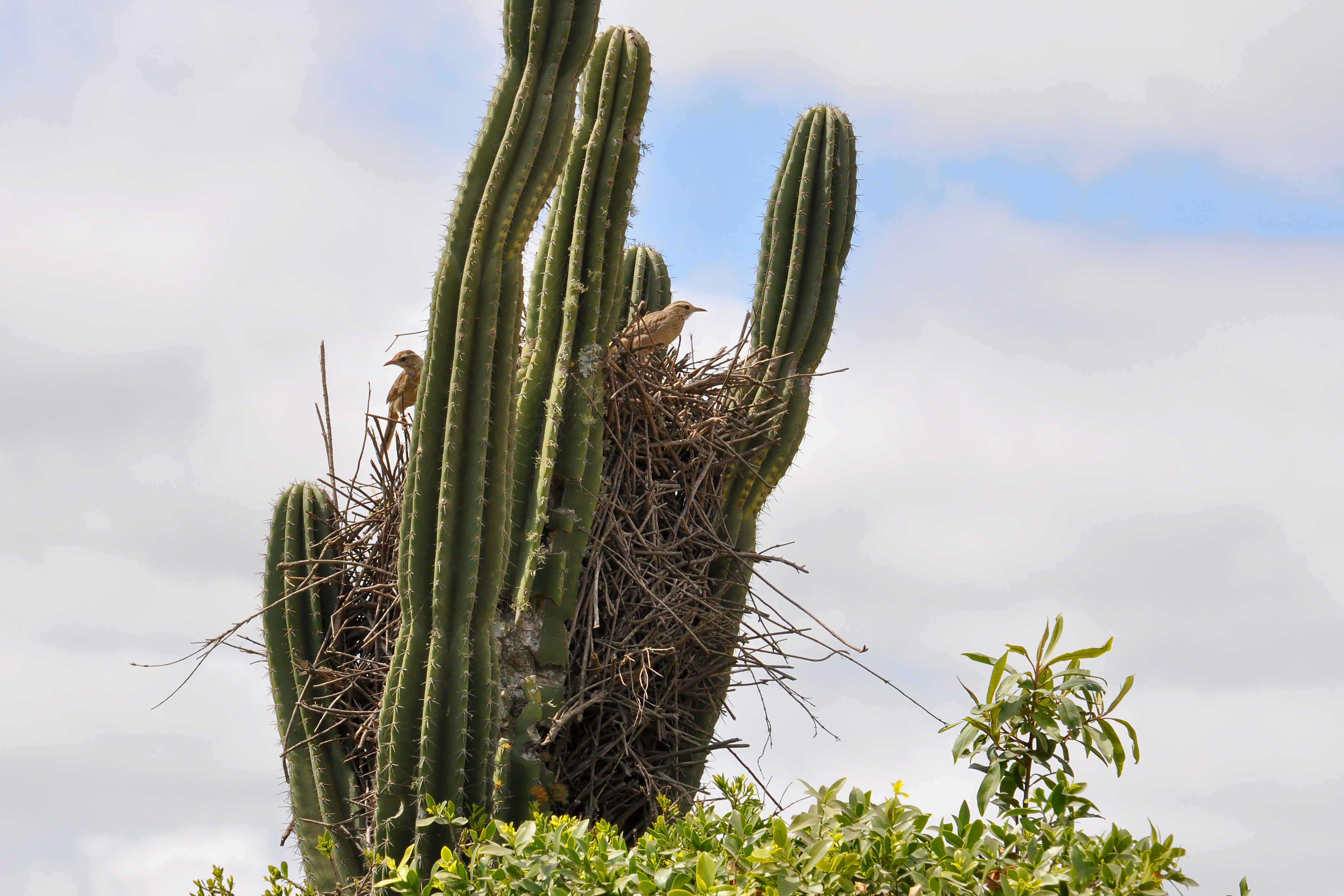
Gniazdo chrustownika

Chrustownik (Anumbius annumbi) – gatunek małego ptaka z rodziny garncarzowatych (Furnariidae), podrodziny ogończyków (Synallaxinae). Zasiedla centralną i południową Amerykę Południową. Monotypowy, niezagrożony wyginięciem.

## Taksonomia
Gatunek opisał po raz pierwszy Vieillot w roku 1817 pod nazwą Furnarius annumbi; holotyp pochodził z Paragwaju. Gatunek monotypowy; proponowano wydzielenie podgatunku A. a. machrisi na podstawie okazu z Goiás, który jednak był niediagnozowalny. Zarówno nazwa rodzajowa Anumbius, jak i epitet gatunkowy annumbi pochodzą od słowa Añumbí, którym Guarani w swoim języku określali ten gatunek.

## Morfologia
Długość ciała wynosi 18–20 cm, masa – 27–45 g. Ptak posiada charakterystyczną, białą brew. Pasek oczny brązowy, pozostała część przodu głowy jasnobrązowa do szarobrązowej. Czoło szarorude, miesza się z szarobrązowym do piaskowobrązowego wierzchem głowy, który pokrywają wąskie czarne pasy. Reszta grzbietu szarobrązowa, pokryta podobnymi pasami, lecz szerszymi. Skrzydła szarobrązowe, pokrywy skrzydłowe posiadają ciemniejsze środki piór, końcówki lotek również ciemniejsze. Kuper jasnoszarobrązowy. Długie pokrywy nadogonowe ciemnobrązowe, z jaśniejszymi obrzeżeniami. Sterówki stopniowane. Dwie środkowe usztywnione i z ostro zakończonymi chorągiewkami, mają barwę ciemnobrązową; pozostałe czarnobrązowe z różną ilością białej barwy na końcu. Gardło białe, obrzeżone czarnymi kropkami i krótkimi kreskami. Spód ciała stanowi rozmyte połączenie barwy płowej i jasnobrązowej, boki piaskowobrązowe. Tęczówka brązowa do czerwonawej, górna szczęka brązowa, dolna zaś szara do jasnoszarej z ciemniejszym zakończeniem. Nogi i stopy szare do zielonkawoszarych.

## Zasięg występowania
Chrustownik zasiedla południowo-wschodnią Brazylię (Goiás i Minas Gerais na południe do Rio Grande do Sul), centralny i wschodni Paragwaj, północną i wschodnią Argentynę (Chaco i Misiones na południe do płn.-wsch. Chubut) oraz Urugwaj. Środowisko życia stanowią nizinne, sezonowo zalewane obszary trawiaste, obszary rolnicze oraz pastwiska, zarośla akacji, sawanny oraz skraje otwartych lasów, w tym żywopłoty i zagajniki wokół domostw. Spotykany do około 1000 m n.p.m.

## Pożywienie
Do odnotowanych zdobyczy należą chrząszcze (Coleoptera; przedstawiciele Aphodius oraz ryjkowcowate), pluskwiaki (Hemiptera), larwy muchówek (Diptera) oraz nasiona. Żeruje zazwyczaj w parach, niekiedy w małych grupach (możliwe, że wraz z pomocnikami lęgowymi). Pożywienie zbiera z ziemi lub niskich roślin.

## Lęgi
W Argentynie jaja odnotowywano od września do lutego, młode od września do stycznia. Ptak, najprawdopodobniej monogamiczny, wyprowadza dwa lęgi. Gniazdo cylindryczne, ma 50–110 cm wysokości i około 30–40 cm szerokości; znajduje się 1–4 m nad ziemią. Główny budulec stanowią starannie splecione gałązki, zwykle kolczaste. Wejście znajduje się u góry. Tunel wejściowy jak i wejście niekiedy wyściełane włosiem i piórami. Komora na gniazdo, mająca 14–20 cm szerokości, mieści się u spodu konstrukcji. Wyściółkę stanowią pióra, włókna roślinne, patyki i niekiedy łodygi z kwiatami. Zniesienie liczy 3–5 jaj, prawdopodobnie rzadko 6. Inkubacja trwa około 16 dni. Pisklęta opierzają się po 16–17 dniach. Młode z pierwszego lęgu mogą towarzyszyć przy drugim, niekiedy pomagają budować gniazdo. Zwykle jednak po miesiącu od wyklucia opuszczają okolice gniazda.

## Status, zagrożenia i ochrona
A. annumbi przez IUCN klasyfikowany jest jako gatunek najmniejszej troski (LC, Least Concern) nieprzerwanie od 1988 roku. Trend liczebności populacji oceniany jest przez BirdLife International jako wzrostowy, gdyż degradacja środowiska powoduje powstanie nowych, dogodnych dla tego gatunku siedlisk. Liczebność zmienia się w zależności od lokalizacji. Występuje na obszarach chronionych; na terenie Brazylii są to Park Narodowy Itatiaia, Park Narodowy Serra da Canastra oraz Park Narodowy Aparados da Serra, zaś w Argentynie Park Narodowy Esteros del Iberá.